# مسابقه تسلیحاتی فرگشتی
در زیست‌شناسی فرگشتی، مسابقه تسلیحاتی فرگشتی (به انگلیسی: Evolutionary arms race) یک جدال فرگشتی بین دسته‌های رقابتی از ژن‌ها، ویژگی‌ها یا گونه‌های در حال فرگشت که سازگاری‌هایی زیستی و ضد سازگاری زیستی را علیه یک دیگر گسترش می‌دهند که شبیه مسابقه تسلیحاتی می‌باشد؛ که گاهی می‌تواند نمونه‌ای از فیدبک مثبت باشد.

## نمونه
شکار/شکارچی هم فرگشت، می‌تواند به یک مسابقه تسلیحاتی فرگشتی تبدیل شود.
یک سیستم حشره‌های گیاه‌خوار را در نظر بگیرید. هر گیاهی که یک ماده شیمیایی را برای دفع یا آسیب زدن به حشره‌ها را رشد دهد موفق خواهد شد. پس گسترش این ژن، فشاری بر روی جمعیت حشره‌ها خواهد گذاشت و هر حشره‌ای که بتواند توانایی غلبه به این دفاع گیاه را داشته باشد پیروز است و فشاری بر روی جمعیت گیاه خواهد گذاشت و هر گیاهی که ماده شیمیایی قدرتمند تری را رشد دهد موفق خواهد شد. این به نوبه‌ی خود فشار بیشتری بر روی جمعیت حشرات می‌گذارد و همین‌طور ادامه میابد. سطح دفاع و ضد دفاع بیشتر خواهد شد بدون آن که هیچ‌کدام از طرفین برنده باشند. خب به این می‌گویند مسابقه تسلیحاتی فرگشتی.
این گونه از مسابقه فرگشتی تسلیحاتی احتمالاً در بسیاری از سیستم‌های گیاه/گیاه‌خواری وجود دارد.